# 門德雷斯河谷戰役
門德雷斯河谷戰役，或稱凱里恩與利莫切爾戰役（Battle of Hyelion and Leimocheir）。是密列奧塞法隆戰役的次年爆發的戰鬥，地點為門德雷斯河谷一帶。此役中拜占庭軍隊重創塞爾柱羅姆蘇丹國，一舉扭轉了自密列奧塞法隆戰役以來拜占庭的被動地位。

## 背景
1176年，曼努埃爾·科穆寧在密列奧塞法隆戰役為蘇丹阿爾斯蘭所敗，痛失了一個收復安納托利亞的絕佳機會，而且帝國多年來精心準備的大批攻城器械，亦毀於一旦。塞爾柱軍隊旋即轉入反攻，拜占庭守軍一時無力招架，被拔除了邊境上不少要塞。接著，一支2-2.4萬人的軍隊，包括了部分土庫曼人奉阿爾斯蘭命令，開始深入拜占庭腹地，兵鋒直逼士麥那（今伊茲密爾）。
接到戰報的曼努埃爾，則派出了其外甥約翰·科穆寧維塔斯到東部領兵堵截塞爾柱軍隊。約翰手下還有兩名副將君士但丁·杜卡斯和米海爾·阿斯貝塔斯，協助他沿路征集部隊。

## 激戰
塞爾柱人於河谷大肆燒殺搶掠，有些部隊甚至遠達愛琴海海岸。但約翰不為所動，採取守勢，一直不與塞爾柱人接戰。劫掠之後的塞爾柱人因大批物資負重而行軍緩慢，而且戰志漫散。不久之後塞爾柱人帶著豐厚戰利品，沿著一條貫通小门德雷斯河的大道返回本國。
一直苦等戰機的約翰終於率部追擊。他搶先於兩座已廢棄的要塞，凱里恩和利莫切爾附近佈下伏兵。拜占庭軍隊於小门德雷斯河左右兩岸展開，並且隱藏得很好，塞爾柱人不虞有詐，繼續掉以輕心地行軍。當土耳其大軍半渡之際，拜占庭伏兵殺出，其弓箭手和騎兵弓箭手從高地上向土耳其人施以箭雨猛烈射擊，使其傷亡慘重，大量浮屍橫臥在河上。
至此，土耳其軍隊幾乎全員被封鎖在河谷之內，面臨被圍殲的危機。他們的阿德貝格（有藩王，太傅之意）嘗試率領最後的生力軍，身扳重甲的親衛騎兵，也是少數在箭雨下實力尚在的部隊，猛烈衝擊包圍圈，希冀能殺出一條血路，約翰也派出了重裝步兵和騎兵對其迎頭痛擊，戰役進入了肉搏戰的高潮階段。阿德貝格在亂軍中被一名拜占庭的阿蘭騎兵殺死，失去指揮的土耳其人頓時陣腳大亂，儼然已經突圍無望，最終幾乎全軍覆沒，僅有極少數人成功逃脫。

## 戰後
凱里恩-利莫切爾戰役中拜占庭獲得了決定性勝利，同時表明了密列奧塞法隆戰役的失敗對拜占庭的實際打擊是何其有限，全軍覆沒，曼努埃爾僅以身免云云虛說不攻自破。拜占庭隨後集部隊，對突厥人部族進行了報復性征討，並且收復了不少失地，但因缺乏攻城器械，故仍未能進攻科尼亞城。
然而不久後曼努埃爾於1180年逝世，他死後的拜占庭由一系列平庸皇帝統治之下，才算是真正對收復安納托利亞無望。